# SCUM Manifesto
SCUM Manifesto manifest je radikalnog feminizma autorice Valerie Solanas. Prvi je put objavljen 1967. godine. Tvrdi da su muškarci iskvarili svijet i da ga žene trebaju popraviti. Kako bi se postigao taj cilj, predlaže se osnivanje SCUM-a, organizacije posvećene rušenju društva i eliminiranju muškog spola. Manifest je utemeljen na filozofskim i društvenim pitanjima. Objavljen je u barem desetak izdanja na engleskom jeziku i preveden je na trinaest jezika.
Izraz "SCUM" pojavio se na omotu prvog izdanja Olympia Pressa u obliku "S.C.U.M.", uz komentar da je u pitanju pokrata koja znači "Society for Cutting Up Men" ("Društvo za uništavanje muškaraca"). Solanas se usprotivila takvoj tvrdnji i inzistirala na tome da nije u pitanju pokrata premda se prošireni oblik pojavio u reklami u Village Voiceu koju je napisala 1967. Solanas je u Grand Chelsea Hotelu, gdje je višekratno boravila, održala nekoliko sastanaka tijekom kojih je regrutirala članove za SCUM.
Manifest nije privukao veću pozornost dok Solanas 1968. nije pokušala ubiti Andyja Warhola. Zbog tog su događaja manifest i sama Solanas pridobili značajnu pažnju medija. Dok je feministica Ti-Grace Atkinson branila Solanas i smatrala manifest valjanom kritikom patrijarhata, ostale su feministice, kao što je Betty Friedan, njezine stavove smatrale preradikalnima i polarizirajućima.

## Povijest izdavanja
Solanas je SCUM Manifesto napisala između 1965. i 1967. godine. Godine 1967. samostalno je objavila prvo izdanje tako što je izradila dvjesto primjeraka pomoću stroja za umnažanje dokumenata, koje je prodavala na ulicama Greenwich Villagea u New York Cityju. Solanas je ženama za primjerak naplaćivala jedan dolar, a muškarcima dva dolara. Do idućeg proljeća prodano je oko 400 primjeraka. Solanas je u kolovozu 1967. potpisala izdavački ugovor s Mauriceom Girodiasom za objavu romana i zatražila ga je da te godine umjesto toga objavi SCUM Manifesto.
Prvo je komercijalno izdanje manifesta objavio njujorški Olympia Press 1968. godine. Sadrži predgovor koji je napisao Maurice Girodias i esej "Wonder Waif Meets Super Neuter" Paula Krassnera. Prema Sharon Jansen postoje sitne razlike između inačice Olympia Pressa iz 1968. i izvorne Solanasine inačice. U intervjuu s The Village Voiceom Solanas je komentirala inačicu Olympia Pressa i žalila se da "nijedan ispravak... [koji je] željela nije uvršten u knjigu, a ipak je više puta promijenjen izvor riječi – što je pogoršalo stvar – a ima i mnogo 'tipografskih pogreški': riječi ili čak podulji dijelovi rečenica potpuno su izbačeni, zbog čega su odlomci u kojima su se trebali nalaziti nejasni." Godine 1977. Solanas je samostalno objavila "ispravnu" inačicu, sličniju izvornoj verziji, i uvrstila uvod koji je sama napisala.
SCUM Manifesto objavljen je barem deset puta na engleskom jeziku i preveden je na hrvatski, češki, finski, francuski, njemački, hebrejski, talijanski, španjolski, švedski, turski, portugalski, nizozemski i danski jezik. Dijelovi manifesta pojavili su se i u nekoliko feminističkih antologija, među kojima je Sisterhood is Powerful: An Anthology of Writings From The Women's Liberation Movement (1970.), zbirka radikalnih feminističkih tekstova koje je uredila Robin Morgan. Verso Books 2004. je godine objavio inačicu manifesta čiji je uvod napisala feministička filozofkinja Avital Ronell. Jon Purkis i James Bowen SCUM Manifesto opisali su kao "pamflet koji je postao jedan od najdulje preživjelih radova anarhističkog tiska".
Solanasina sestra, Judith A. Solanas Martinez, od obnove ugovora iz 1997. godine drži autorsko pravo na SCUM Manifesto.

## Sadržaj
Manifest započinje ovom izjavom:
Solanas na početku predstavlja teoriju da je muškarac "nepotpuna žena" koja je genetski oskudna zbog y-kromosoma. Prema Solanas zbog tog genetskog nedostatka muškarac postaje ograničen u osjećajima, egocentričan i nesposoban za mentalnu strast ili stvarnu interakciju. Za muškarca tvrdi i da mu nedostaje empatija i da se ne može poistovjetiti ni s čim osim s vlastitim fizičkim osjetima. Nadalje, u manifestu se spominje da muškarac provodi svoj život u pokušaju da postane žena i tako prevlada vlastitu inferiornost. To čini tako što "stalno traži ženu, bratimi se s njom, pokušava živjeti kroz nju i spojiti se s njom." Solanas odbacuje Freudovu teoriju o zavisti prema penisu i tvrdi da muškarci pate od "zavisti prema pički". Solanas tad optužuje muškarce da su svijet pretvorili u "hrpu govana" i predstavlja dugi popis pritužbi.
Veći dio manifesta sastoji se od popisa kritika na račun muškog spola. Podijeljeni su u ova poglavlja:
- Rat
- Ljubaznost, pristojnost i "čast"
- Novac, brak i prostitucija, rad i prevencija automatiziranog društva
- Očinstvo i psihička bolest (strah, kukavičluk, bojažljivost, nesigurnost, pasivnost)
- Suzbijanje individualnosti, animalizam (obiteljski život i majčinstvo) i funkcionalizam
- Prevencija privatnosti
- Izolacija, predgrađa i prevencija zajednice
- Konformizam
- Autoritet i vlada
- Filozofija, religija i moralnost utemeljene na seksu
- Predrasude (rasne, etničke, vjerske itd.)
- Natjecanje, prestiž, status, formalno obrazovanje, neznanje i društvene i ekonomske klase
- Prevencija razgovora
- Prevencija prijateljstva i ljubavi
- "Velika umjetnost" i "Kultura"
- Seksualnost
- Dosada
- Tajnovitost, cenzura, suzbijanje znanja i ideja, otkrivanje informacija
- Nepovjerenje
- Ružnoća
- Mržnja i nasilje
- Bolest i smrt

Zbog prethodno spomenutih pritužbi zaključka manifesta jest da je eliminacija muškog spola moralni imperativ. Također se iznosi tvrdnja da žene moraju zamijeniti "sustav rada za novac" sustavom potpune automatizacije jer će tako vlada pasti i muškarci izgubiti vlast nad ženama.
Kako bi se postigli ti ciljevi, Manifesto predlaže osnivanje revolucionarnog ženskog društva. To se društvo naziva SCUM. U manifestu se tvrdi da bi se SCUM trebao okoristiti sabotažom i izravnim akcijama umjesto građanskim neposluhom jer je građanski neposluh koristan samo za manje promjene u društvu. Potrebna je nasilna aktivnost kako bi se uništilo sustav: "Ako SCUM ikad bude marširao, marširat će preko predsjednikovog glupog, odbojnog lica; ako će SCUM ikad napasti, napast će u mraku bodežom dugim šest inča."
Manifesto završava opisom utopijske budućnosti kojom će vladati žene i u kojoj, naposljetku, neće biti muškaraca. Neće biti novca, a bolesti i smrt bit će eliminirane. Također se tvrdi da su muškarci previše iracionalni kako bi obranili trenutačni sustav i da trebaju prihvatiti nužnost vlastita uništenja.

## Reakcije i kritike
Različiti su recenzenti, učenjaci i novinari analizirali Manifesto i Solanasine izjave o njemu. Profesor James Martin Harding izjavio je da je predložila "radikalan program". Profesorica Dana Heller komentirala je da je autoričina "vizija društva anarhična" i da se u Manifestu nalaze "gotovo utopijske teorije" i "utopijska vizija svijeta u kojem bi mehanizacija i sustavi masovne (re)produkcije rad, spolni odnos i novčani sustav otišli u zastaru." Prema recenzentici Village Voicea B. Ruby Rich "SCUM je beskompromisna globalna vizija" koja kritizira muškarce zbog mnogih propusta kao što su rat i neliječenje bolesti; mnogi, ali ne svi argumenti "prilično su točni"; kritiziraju se i određene vrste žena, odnosno one koje se mijenjaju kad oko njih nema muškaraca; i sam je spolni odnos opisan "izrabljivačkim". Prema Janet Lyon Manifesto "je sukobio... 'oslobođene' žene... i žene 'isprana mozga'".
Feministica i kritičarka Germaine Greer komentirala je da Solanas smatra da su oba spola odvojena od svoje ljudskosti i da muškarci žele biti poput žena. Alice Echols izjavila je da Manifesto smatra rod apsolutnim, a ne relativnim.
Heller je komentirala da Manifesto prikazuje odvajanje žena od temeljnih ekonomskih i kulturnih resursa, kao i žensko ovjekovječenje tog odvajanja zbog psihološke podčinjenosti muškarcima. Robert Marmorstein iz Voicea izjavio je da su prema glavnoj poanti SCUM-a "muškarci zagadili svijet" i "da više nisu potrebni (pa čak ni u biološkom smislu)". Jansen je izjavila da Solanas muškarce smatra "biološki inferiornima". Prema Lauri Winkiel Manifesto traži propast heteroseksualnog kapitalizma i da produkciju preuzmu žene. Rich i Jansen izjavile su da bi tehnologija i znanost bile dobrodošle u budućnosti.
Jansen je plan o stvaranju ženskog svijeta opisala uglavnom nenasilnim, utemeljenom na nesudjelovanju žena u suvremenom gospodarstvu i odsutnosti odnosa s muškarcima, zbog čega bi policija i vojska bile brojčano nadjačane; dodaje da bi se neke žene mogle zaposliti i "ne raditi" u slučaju da solidarnost među njima nije dovoljna i tako dovesti do raspada sustava. Jansen također tvrdi da bi se lišavanjem novca izgubila potreba za ubijanjem muškaraca. Heller je komentirala da bi Manifesto dozvolio drag queenovima da žive, budu "korisni" i "produktivni". Jansen i Winkiel tvrde da je Solanas zamislila svijet u kojem bi prebivale samo žene. Frank Faso i Henry Lee, reporteri Daily Newsa, dva dana nakon što je Solanas ustrijelila Warhola izjavili su da je Solanas "pošla u križarski rat za svijet jednog spola oslobođenog od muškaraca". Winkiel je izjavila da Manifesto zamišlja ženski nasilni revolucionarni puč. Profesorica Ginette Castro Manifesto smatra "feminističkim dopuštenjem nasilja" i da podržava terorističku histeriju. Prema Janseninim riječima Solanas muškarce smatra životinjama koje će biti lovljene i ubijene kao plijen, a ubojice će se služiti oružjima kao "faličkim simbolima okrenutim protiv muškaraca". Rich, Castro, recenzentica Claire Dederer, Friedan, profesorica Debra Diane Davis, Deborah Siegel, Winkiel, Marmorstein i Greer izjavili su da je Solanasin plan uglavnom utemeljen na eliminaciji muškaraca, u što bi spadalo i međusobno ubijanje muškaraca, premda Rich smatra da je u pitanju sviftovska satira i da je u Manifestu alternativno rješenje ponovno odgajanje muškaraca; Castro nije eliminaciju muškaraca smatrala ozbiljnim planom, a Marmorstein je spomenuo kriminalnu sabotažu muškaraca.
Jansen tvrdi da poziva na reprodukciju isključivo žena, a kasnije čak ni žena nakon što problemi starenja i smrti budu riješeni, zbog čega iduća generacija ne bi više bila potrebna.
Međutim, Lyon komentira da Manifesto ne pokazuje poštovanje i da je duhovit, Siegel izjavljuje da je Manifesto "jasno izrazio goli ženski bijes", a Jansen za Manifesto kaže da je "šokantan" i da ostavlja bez daha. Rich je opisala Solanas kao "jednočlanu žensku posadu koja spaljuje zemlju", a Siegel njezin stav naziva "ekstremnim" i za nj kaže da "odražava općenito nezadovoljstvo nenasilnim protestima u Americi općenito." Rich tvrdi da je Manifesto pokazao ženski "očaj i bijes" i napredni feminizam, a Winkiel komentira da je američki radikalni feminizam nastao zbog te "deklaracije rata protiv kapitalizma i patrijarhata". Heller smatra da je Manifesto uglavnom socijalističko-materijalistički. Echols je izjavila da je Solanas "besramno mizandrijski nastrojena" i da su ljudi povezani s Andyjem Warholom (kojeg je upucala) i različiti mediji njezino ponašanje smatrali "mržnjom prema muškarcima".

### Kao parodija i satira
Laura Winkiel, izvanredna profesorica engleskog jezika na University of Colorado at Boulderu smatra da "SCUM manifesto parodira patrijarhalni društveni poredak koji odbija". Winkiel također smatra da je manifest "zabranjena izvedba, sprdnja s 'ozbiljnim' govornim činovima patrijarhata". Dodaje da žene SCUM-a ismijavaju način na koji određeni muškarci upravljaju svijetom i legitimiziraju vlast. Na sličan način razmišlja i sociologinja Ginette Castro: 
Ako pažljivije proučimo tekst, možemo vidjeti da je njegova analiza patrijarhalne stvarnosti parodija [...] Sam je sadržaj neupitno parodija frojdovske teorije ženstvenosti, u kojoj je riječ žena zamijenjena riječju muškarac [...] Prisutni su svi klišeji frojdovske psihoanalize: biološka nesreća, nepotpun spol, "zavist na penisu" koja postaje "zavist na pički" i tako dalje [...] Ovdje je slučaj apsurda koji se koristi kao izražajno sredstvo kojim se otkriva apsurd, odnosno apsurdna teorija kojom se pokušalo dati "znanstveni" legitimitet patrijarhatu [...] A što reći o njezinu prijedlogu da muškarce treba jednostavno eliminirati kako bi se riješilo bremena mizoginije i maskulinosti? To je nužan zaključak feminističkog pamfleta, jednako kao što je prijedlog Jonathana Swifta da irsku djecu (kao beskorisna usta) treba baciti svinjama bio logičan zaključak njegovog satiričnog pamfleta u kojem se suprotstavio gladi u Irskoj. Nijedan od tih prijedloga ne treba uzimati ozbiljno i svaki pripada političkoj fikciji ili čak znanstvenoj fantastici; napisani su u očajničkom pokušaju da probude svijest.
Spisateljica Chavisa Woods sličnog je mišljenja: "SCUM Manifesto remek-djelo je književne umjetnosti protesta, koju se često pogrešno čita. Veći dio djela zapravo čine ponovno napisani Freudovi tekstovi. U pitanju je parodija." James Penner smatra manifest satiričnim tekstom. Izjavio je: "Kao što je slučaj i s ostalim feminističkim satirama, 'SCUM Manifesto' pokušava politizirati žene napadanjem određenih mitova o maskulinosti koji čine američku popularnu kulturu." Dodao je: "Kao satirično djelo 'SCUM Manifesto' retorički je učinkovito jer dekonstruira čitateljeve naučene pojmove o maskulinosti i femininosti." Profesor Carl Singleton primjećuje "razuzdanu narav" manifesta i rastuću duševnu nestabilnost Solanas zbog koje su, prema njegovim riječima, mnogi tekst počeli smatrati trivijalnim. Singleton je dodao: "Ostali su smatrali dokument oblikom političke satire u stilu Skromnog prijedloga Jonathana Swifta." Na sličan je način Jansen manifest usporedila sa Skromnim prijedlogom Jonathana Swifta, izjavila je da je u njemu prisutna "satirična briljantnost", a Solanas je nazvala "hladnom i zajedljivo smiješnom". Bilten Project of Transnational Studiesa također uspoređuje manifest s Jonathanom Swiftom i izjavljuje: "Uobičajena strategija je čitati SCUM kao primjer političke fikcije ili parodije na tragu Jonathana Swifta." Pišući za časopis Spin u rujnu 1996. godine Charles Aaron SCUM Manifesto nazvao je "pobunjeničkom, pretfeminističkom satirom". Redateljica Mary Harron manifest je nazvala "izvrsnom satirom" i njegov ton opisala je "vrlo smiješnim". Prema Rich u The Village Voiceu rad je vjerojatno "satira" i može ju se čitati "doslovno ili simbolički". Winkiel je izjavila: "Humor i ljutnja satire poziva žene da nastave taj feministički tekst tako da preuzmu uloge politički performativnih žena SCUM-a." Paul Krassner, koji je bio Solanasin poznanik, manifest je nazvao "dokument patološkog prozelitizma uz povremene natruhe nenamjerne satire".
Solanasin prvi izdavač, Maurice Girodias, smatrao je da je u pitanju "šala" i prema riječima J. Hobermana manifest je nazvao "sviftovskom satirom pokvarena ponašanja, genetske inferiornosti i potpune otpadnosti muškog spola".
Prema članku objavljenom 1968. u Daily Newsu "oni koji tvrde da poznaju Valerie tvrde da se ne šali... [ali] i da duboko iznutra zapravo voli muškarce." Godine 1968. u razgovoru s Marmorsteinom izjavila je da je u vezi sa "SCUM-om mrtvo ozbiljna." Alexandra DeMonte, međutim, smatra da je Solanas "kasnije izjavila da je manifest samo satira".

## Organizacija SCUM
Solanas je organizirala "javni forum za SCUM" na kojem se pojavilo oko četrdeset ljudi, uglavnom muškaraca koje je opisala "čudacima" i "mazohistima"; SCUM nije imao drugih članova osim nje same. Prema Greer "nema dokaza da je S.C.U.M. ikad [imao drugih članova]" osim Solanas.
U intervjuu s The Village Voiceom 1977. godine Solanas je izjavila da je SCUM "samo stilsko sredstvo. Nikad nije postojala organizacija SCUM – nikad nije niti nikad neće." Solanas je izjavila da je o tome "mislila kao o stanju uma... žene koje razmišljaju na određen način pripadaju SCUM-u... [a] muškarci koji razmišljaju na određen način nalaze se u muškoj podružnici SCUM-a."

## SCUM kao pokrata
Fraza "Society for Cutting Up Men" ("Društvo za uništavanje muškaraca") nalazi se na naslovnici nezavisno objavljenog izdanja iz 1967. godine ispod naslova. Ta inačica prethodi svim komercijalnim izdanjima. K tome, u izdanju The Village Voicea objavljenom 10. kolovoza 1967. nalazi se pismo uredniku koje je potpisala Valerie Solanas (iz SCUM-a, West 23rd Street), koje je zapravo odgovor na prethodno pismo koje je potpisala Ruth Herschberger (koje se nalazi u izdanju objavljenom 3. kolovoza 1967.) i u kojem se pita zašto se žene ne pobune protiv muškaraca. Solanas je ovako odgovorila: "Voljela bih obavijestiti nju i ostale ponosne, nezavisne žene poput nje da postoji SCUM (Društvo za uništavanje muškaraca), nedavno osnovana organizacija koja će vrlo brzo krenuti s radom (i doista mislim brzo) za nekoliko tjedana."
Iako je "SCUM" u početku značilo "Društvo za uništavanje muškaraca", ta se fraza zapravo ne pojavljuje nigdje u tekstu. Heller ke izjavila: "Ne postoje dokazi da je Solanas htjela da SCUM bude pokrata za 'Society for Cutting Up Men'." Susan Ware tvrdi da je Solanasin izdavač Girodias izjavio da je SCUM pokrata za "Society for Cutting Up Men", nešto što Solanas naočigled nikad nije bila namjera. Gary Dexter smatra da ga je Solanas nazvala SCUM Manifestom bez točki između slova SCUM. Dodao je: "Girodiasov način pisanja protivan njezinom kodificiranom naslovu još je jedan čin patrijarhalne intervencije, pokušaj za posjedovanjem."
Riječ "SCUM" u tekstu se koristi kako bi se aludiralo na određenu vrstu žena, a ne na muškarce. Odnosi se na snažne žene, "SCUM – dominantne, sigurne, samouvjerene, gadne, nasilne, sebične, nezavisne, ponosne, pustolovne, vjetropiraste, arogantne žene koje se smatraju spremnima vladati svemirom, koje su došle do granica ovog 'društva' i spremne su otići dalje od onoga što ono može ponuditi". Avital Ronell smatra da je "SCUM" kao pokrata "zakašnjeli dodatak" koji je Solanas kasnije odbacila.

## Utjecaj
Prema Lyon Manifesto je "ozloglašen i utjecajan", ali i "jedan od najranijih... [i] najradikalnijih" traktata koji su proizvela "različita područja američkih pokreta za oslobođenje žena". Lyon tvrdi da je "do 1969. postala neka vrsta Biblije" za Cell 16 u Bostonu. Prema članku Arthura Goldwaga iz 2012. godine na blogu Southern Poverty Law Center Hatewatcha "Solanas se i dalje čita i citira u određenim feminističkim krugovima." Heller ne smatra da bi se Manifesto trebalo smatrati klasikom feminizma jer odbacuje hijerarhiju veličine, ali je izjavila da "je i dalje utjecajan feministički tekst."

### Žene i pucnjava
Laura Winkiel smatra da je Solanasino pucanje u Andyja Warhola i Marija Amayu izravno povezano s Manifestom. Nakon što je upucala Warhola Solanas je novinaru rekla: "Pročitajte moj manifest i reći će vam što sam." Međutim, Heller smatra da Solanas "nije namjeravala povezati manifest i pucnjavu". Harding tvrdi da "u Solanasinoj dvosmislenoj izjavi novinarima ne postoji čista indikacija da bi sadržaj manifesta mogao objasniti detalje njezinih djela, barem ne kao upute." Harding je izjavila da je SCUM Manifesto "proširenje, a ne izvor performativnih činova, čak i kad je u pitanju nasilan čin kao što je pucanje u Warhola."
Winkiel smatra da se revolucionarka Roxanne Dunbar preselila u SAD "uvjerena da je ženska revolucija započela" i ondje je osnovala Cell 16, koji je slijedio program utemeljen na Manifestu. Winkiel tvrdi da je Solanas "razljutilo" to što je ženski pokret "prisvojio" Manifesto, ali da je "pucanje [u Warhola] prikazalo pravednički bijes feminističkog pokreta naspram patrijarhata". Dunbar i Ti-Grace Atkinson smatraju da je Manifesto započeo "revolucionarni pokret", a Atkinson (prema riječima Rich) Solanas je "prvom istaknutom šampionkom ženskih prava". Greer smatra da je jezik Manifesta "radikalizirao" žene i potaknuo ih da napuste Nacionalnu organizaciju za žene (NOW), a Winkiel dodaje da ih je nagnao da pristanu uz Solanas. Prema riječima Greer Solanas se smatralo previše psihički bolesnom i previše povezanom s Warholom "da bi njezina poruka izbjegla perverzne konotacije". Profesorica Davis Manifesto smatra "pretečom" "poziva na oružje među pragmatičnim američkim feministicama" i izjavila je da je "tada uživao... veliku popularnost". Winkiel je komentirala da je Manifesto "utjecao na širenje 'kulture žene' i lezbijskog separatizma", ali mu se "pripisuju zasluge za započinjanje pokreta protiv pornografije." Friedan smatra da je Manifesto loš za feministički pokret i NOW.

### Film
Scum Manifesto naziv je i kraćeg filma iz 1976. koji su režirale Carole Roussopoulos i Delphine Seyrig. U filmu Seyrig recitira nekoliko paragrafa iz francuskog prijevoda Solanasina manifesta.
Warhol je kasnije satirizirao cijeli događaj u filmu Women in Revolt, u kojem je grupu sličnoj S.C.U.M. nazvao "P.I.G." (Politically Involved Girlies, "Politički angažirane djevojčure").
Solanasin kreativni rad i odnos s Warholom prikazani su u filmu Upucala sam Andyja Warhola iz 1996. godine. Značajan dio filma govori o SCUM Manifestu i Solanasinim nesuglasicama s Warholom.

### Televizija
U epizodi "Viva Los Muertos!" animirane humoristične TV serije The Venture Bros. lik Val direktno citira dijelove SCUM Manifesta.
SCUM Manifesto pojavio se kao predmet radnje u FX-ovoj TV seriji Američka horor priča: Kult, a prvi je put vidljiv u epizodi "Valerie Solanas Died for Your Sins: Scumbag", koja je prvi put emitirana 17. listopada 2017. godine. Fikcionalizirana inačica Valerie Solanas, koju glumi Lena Dunham, tijekom epizode recitira sadržaj iz manifesta.

### Književnost
Naslovna priča iz zbirke kratkih priča Mozgovi štakora Michaela Blumleina koristi se Manifestom kako bi ilustrirala mržnju glavnog muškog lika prema sebi i vlastitom spolu.
Godine 2006. švedska je autorica Sara Stridsberg objavila polufikcionalnu biografiju Valerie Solanas Drömfakulteten (Sposobnost sanjanja), u kojem se nekoliko puta aludira na Manifesto. Dijelovi Manifesta također se navode u knjizi.
Nick Cave izjavio je da Solanas u Manifestu "podosta govori o onome što smatra muškošću i muškom psihologijom... da su zapravo muškarci na pola puta između ljudi i majmuna, neka vrsta glomaznih komada mesa, predatorskih komada mesa" i da je "prilično izvrsno štivo... određeni aspekt knjige doimao mi se istinitim." Cave je napisao roman Smrt Bunnyja Munroa, za koji je "izmislio lika koji je muški oblik Valerie Solanas."

### Glazba
Solanas se citira u knjižici debitantskog albuma Generation Terrorists Manic Street Preachersa. Solanas je izravno nadahnula i njegovu pjesmu "Of Walking Abortion" na trećem uratku The Holy Bible, čiji je naziv preuzet iz Solanasina rada. Liverpulski punk sastav Big in Japan skladao je pjesmu "Society for Cutting Up Men" izravno nadahnutu manifestom; talijanski progresivni rock sastav Area također je napisao pjesmu nadahnut Solanas pod imenom "SCUM", koja se pojavljuje na petom albumu Maledetti (Maudits). Britanska grupa S.C.U.M. nazvana je po manifestu. Na albumu The Rose Has Teeth in the Mouth of a Beast skupine Matmos iz 2006. jedna se skladba zove "Tract for Valerie Solanas", u kojoj se nalaze dijelovi SCUM Manifesta. Britanski alternativni sastav Young Knives 25. prosinca 2017. objavio je pjesmu "Society for Cutting Up Men".